# بوبوديولاسو
بوبوديولاسو : هي العاصمة الاقتصادية لبوركينا فاسو وعاصمة منطقة الأحواض العليا البوركينابية. بوبوديولاسو هي ثاني أكبر مدينة من حيث عدد السكان في البلاد بعد العاصمة واغادوغو حيث بلغ عدد سكانها 537,728 نسمة عام 2012. ويعني اسمها «موطن بوبو-ديولا» حيث يُرجح أن هذا الاسم كان قد أطلقه المستعمرون الفرنسيون على المدينة لتعكس المجموعتين اللغويتين الرئيستين لسكانها، بيد أن الاسم ليس جامعاً للهوية المعقدة والمجموعات الإثنية المنتشرة في هذه المنطقة.

## الموقع الجغرافي
تقع المدينة غرب البلاد، وتبلغ مساحتها حوالي 13 678 هكتار وبها حوالي 232 ألف نسمة حسب تعداد سنة 1985 وتطور العدد إلى 436000 تقريبا في تعداد 2006 .

## تاريخ المدينة
تأسست المدينة سنة 1897 بتحولها من قرية صغيرة تدعى «كيديوبي» إلى مركز إداري وعسكري
كيبيدوبي في الأصل قرية كان يقطنها مزارعون ينتمون إلى شعب البوبو قبل أن تتوسع وتزدهر اقتصاديا وعمرانيا بقدوم تجار من الديولا أتوا من مملكة كونغ وآخرين من جنوب البلاد فسميت بمدينة «سيا»
بعد ذلك ومع قدوم الاستعمار الفرنسي سميت المدينة ببوبوديولاسو ومعناها بلغة الديولا: بيت الديولا والبوبو .

## توأمة
لبوبوديولاسو اتفاقيات توأمة مع كل من:
- باماكو (1994 -)
- شالون أن شمباني (1970 -)
- فاس (2005 -)
- سانت إتيان (2009 -)
- جرندة (1993 -)

## أعلام ومشاهير
- غاستون كابوري (مواليد 1951)، مخرج أفلام
- ألان تراوري (مواليد 1988)، لاعب كرة قدم (لوريان)
- داني كوياتيه (مواليد 1961)، مخرج أفلام
- تشارلز كابوريه (مواليد 1988)، لاعب كرة قدم (كوبان كراسنودار)
- بيرتراند تراوري (مواليد 1995)، لاعب كرة قدم (ليون)

## معرض صور

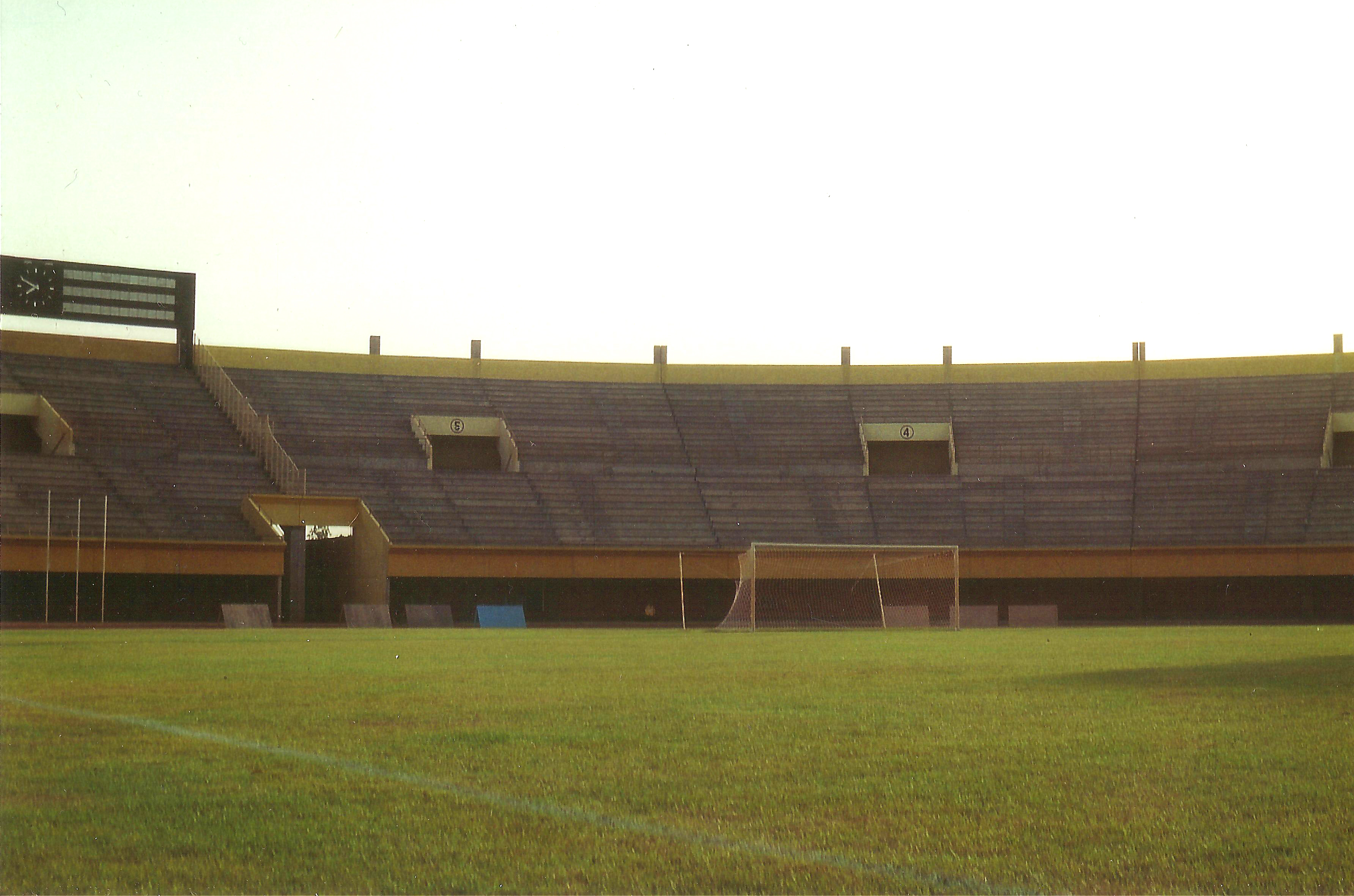
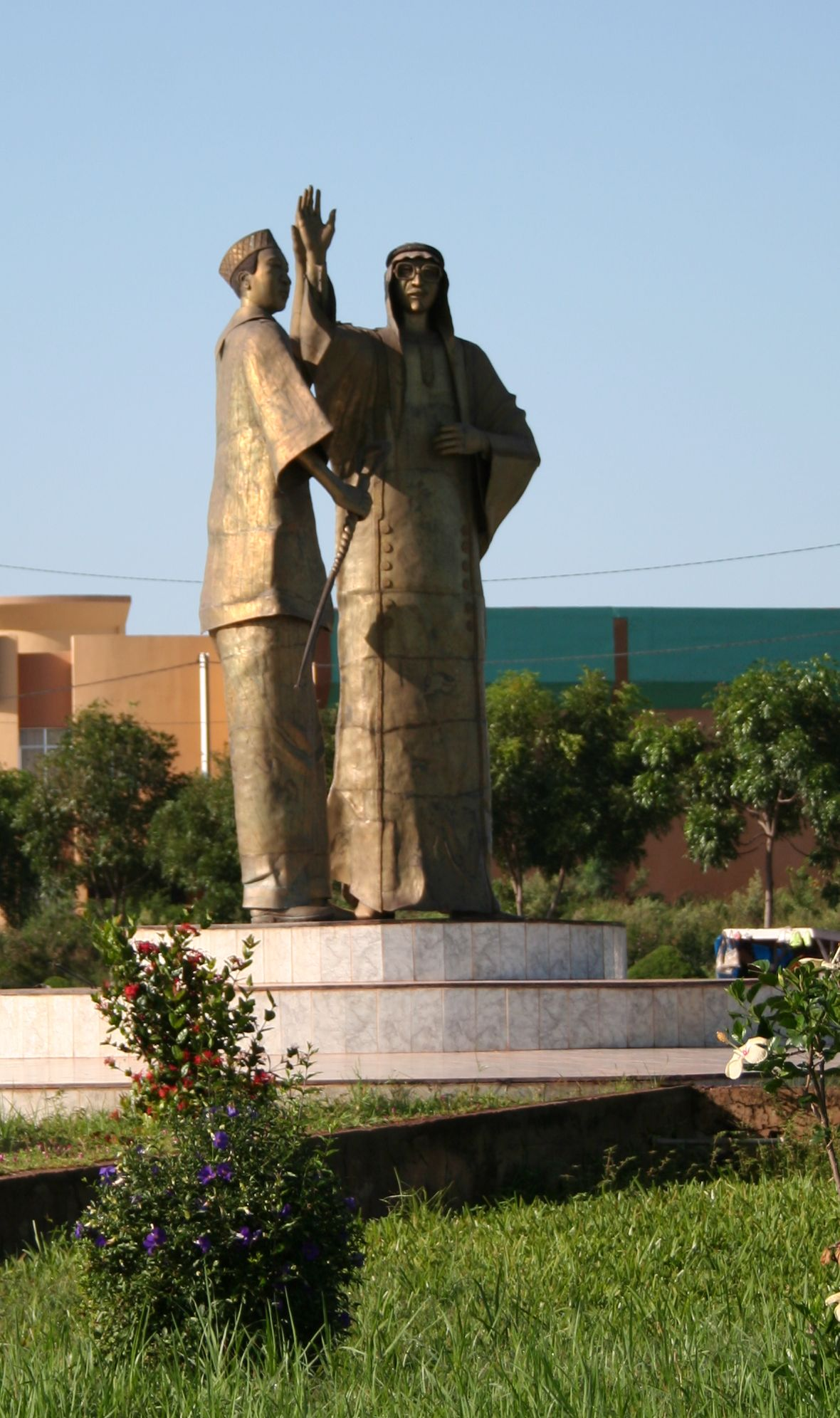
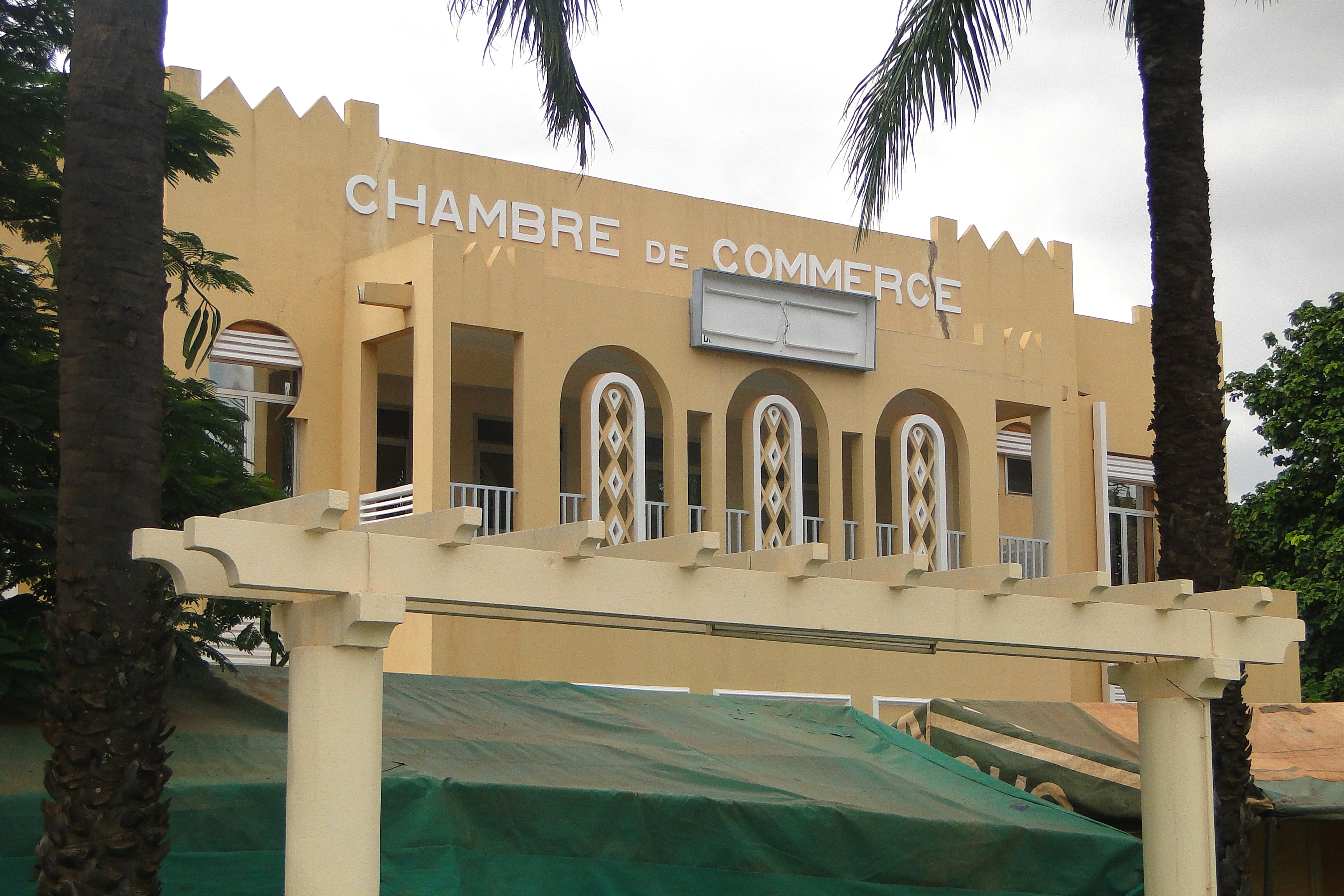
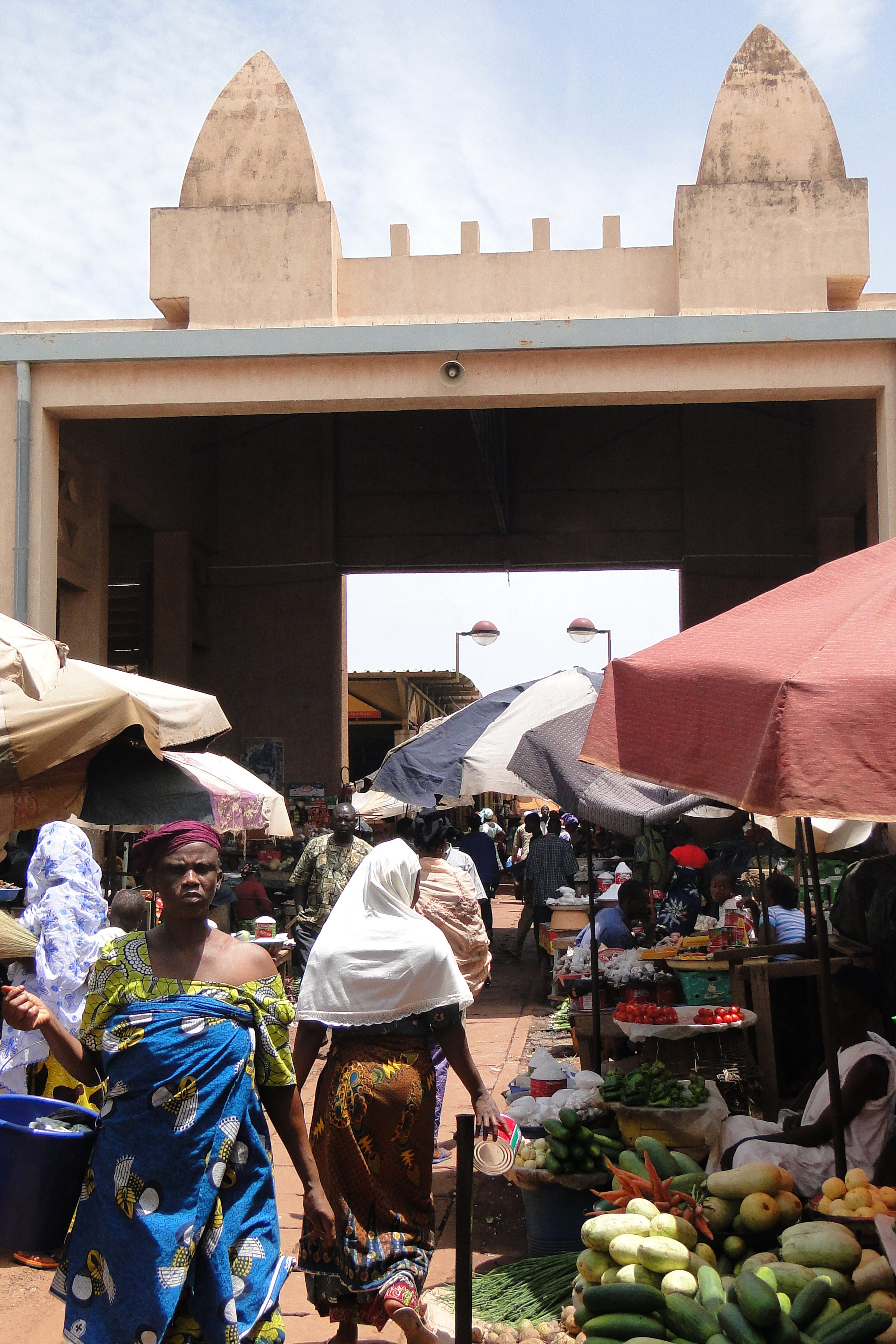
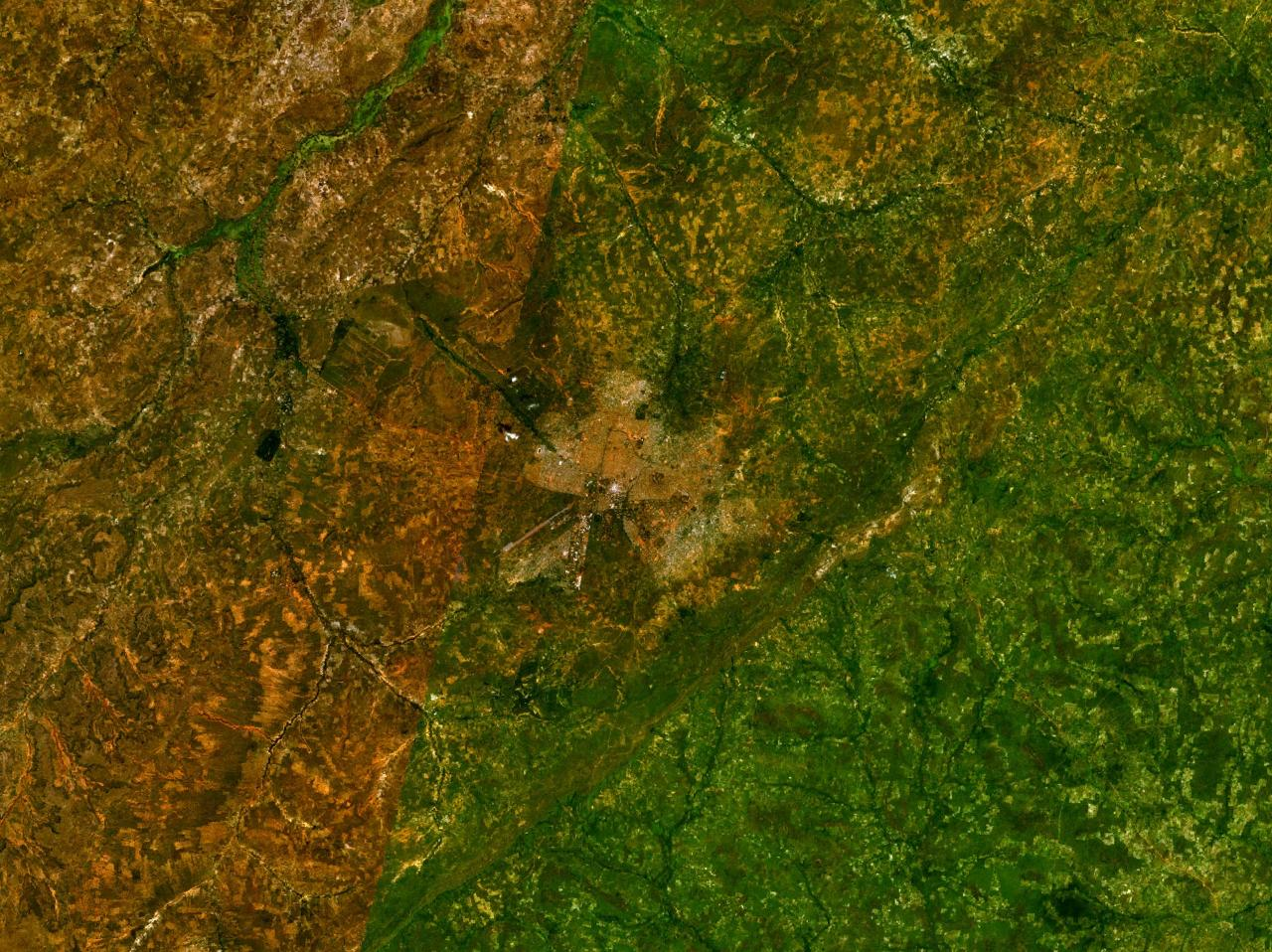

## أعلام
- بيرتراند تراوري
- تشارلز كابوريه
- ألان تراوري
- ويلفريد سانو
- بول كابا تييبا